# Jakob Schmid (Chemiker)

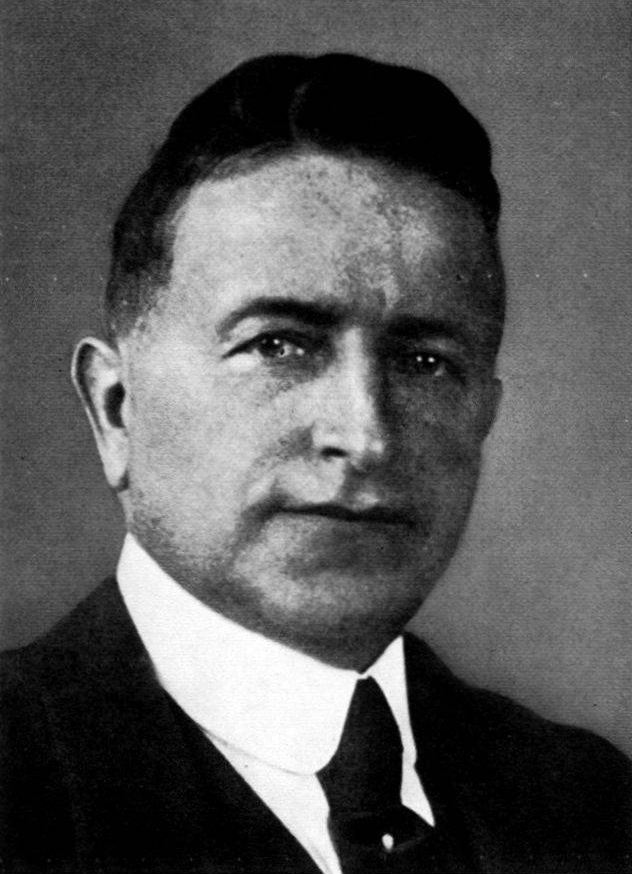
Jakob Schmid

Jakob Schmid (* 2. Juli 1862 in Suhr, Kanton Aargau; † 4. Februar 1918 in Basel) war ein Schweizer Chemiker und Manager.

## Leben und Werk

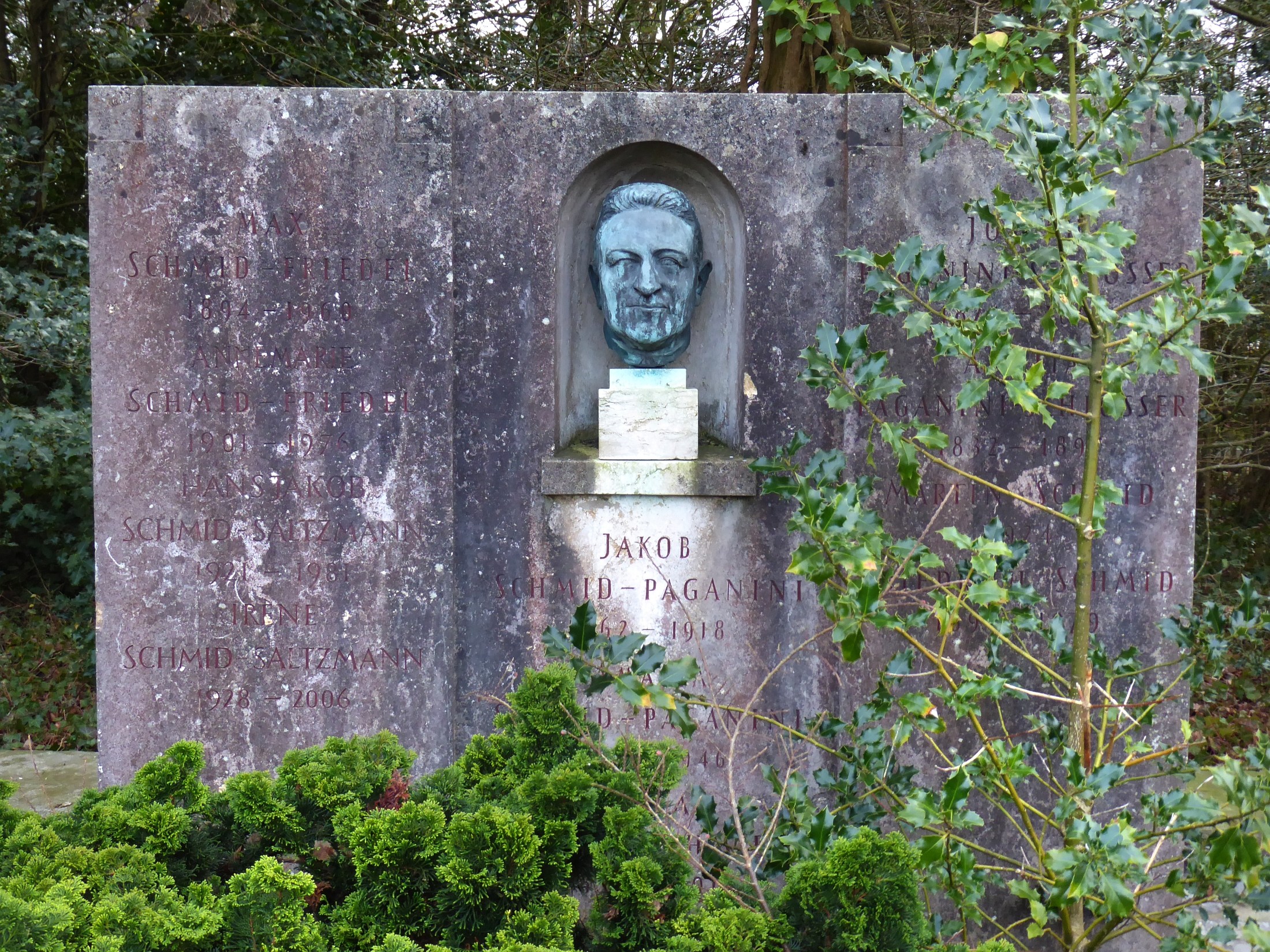
Familiengrab auf dem Friedhof am Hörnli

Schmid studierte ab 1882 Chemie an der ETH Zürich und schloss das Studium 1885 als Ingenieur-Chemiker ab. Anschliessend war er zwei Jahre lang Assistent bei Georg Lunge und doktorierte 1886 an der Universität Zürich.
Ab 1887 war Schmid in der Textilforschung der Ciba tätig und wurde schon nach fünf Jahren in die Direktion als Leiter der wissenschaftlichen Abteilung berufen, die er acht Jahre lang führte. Für das Unternehmen entwickelte er verschiedene Verfahren, um neue Verbindungen zu synthetisieren, und leistete damit Pionierarbeit für die chemische Industrie in der Schweiz. Viele seiner Forschungsergebnisse wurden in Frankreich und Deutschland patentiert.
Die technische Gesamtleitung des Unternehmens wurde Schmid 1900 übertragen, und 1912 wurde er als Delegierter in den Verwaltungsrat gewählt. Schmid erhielt 1901 das Basler Bürgerrecht und war ein aktiver Förderer der «Schweizerischen Chemischen Gesellschaft». Die Fachzeitschrift Helvetica Chimica Acta lag ihm besonders am Herzen.
Schmid war seit 1892 mit Angela Amalia Schmid (1872–1946), geborene Paganini, verheiratet und verstarb unerwartet im Zusammenhang mit einer Blinddarmoperation. Seine letzte Ruhestätte fand er auf dem Friedhof am Hörnli in Riehen.